# Meconopsis neglecta
Meconopsis neglecta är en vallmoväxtart som beskrevs av George Taylor. Meconopsis neglecta ingår i släktet bergvallmor, och familjen vallmoväxter. Inga underarter finns listade i Catalogue of Life.